# Ленінградське (Сарикольський район)
Ленінгра́дське (каз. Ленинград) — село у складі Сарикольського району Костанайської області Казахстану. Входить до складу Севастопольського сільського округу.
Населення — 71 особа (2021; 355 у 2009, 650 у 1999, 1514 у 1989).